# Igor Gabilondo del Campo
Igor Gabilondo del Campo (Sant Sebastià, 10 de febrer de 1979) és un exfutbolista basc, que ocupava la posició de migcampista.

## Inicis
Començar el seu camí com a futbolista en l'equip del seu barri, l'Añorga KKE, passant posteriorment a les categories inferiors de la Reial Societat. Gabilondo va jugar durant tres temporades en la Reial Societat B a Tercera Divisió fins que va donar el salt al primer equip al començament de la temporada 2000-01.
Va debutar amb el primer equip amb 21 anys, el 9 de setembre de 2000 en un partit contra el Racing de Santander. Gabilondo va militar durant sis temporades a la Real, entre 2000 i 2006. Amb la Reial es va proclamar subcampió de Lliga en la temporada 2002-03 i va jugar la temporada següent en la Lliga de Campions.
En les seves primeres temporades el jugador va tenir aportacions puntuals a l'equip normalment entrant com a substitut, ja que Javier de Pedro, que jugava com a extrem esquerre, era considerat insubstituïble. De totes maneres la seva aportació a l'equip va serin crescendo, 14 partits a la temporada 2000-01 i 16 a la 2001-02.
La temporada 2002-03, en la qual la Reial va fregar el títol i va obtenir finalment el subcampionat, Gabilondo va ser el 14è jugador més utilitzat per l'equip. Les absències de Javi de Pedro per problemes físics li van donar 7 partits com a titular en la primera volta, però després en la segona volta entrava bàsicament en els minuts finals del partit. Va jugar aquesta temporada 24 partits. Aquesta temporada va renovar el seu contracte fins al 2006 amb una opció de pròrroga automàtica del contracte si el club ho demanava.
La temporada 2003-04, per primera vegada en gairebé una dècada, De Pedro va perdre la titularitat, i Gabilondo es va aprofitar de l'oportunitat. En la seva millor temporada com realista, l'única en la qual es pot considerar que va ser titular en l'equip. Gabilondo va jugar 33 partits en Lliga, 27 d'ells com a titular i va marcar 5 gols. A més el jugador va poder debutar a la Lliga de Campions de futbol en la qual va disputar 6 partits i va marcar 1 gol. També va jugar 1 partit i va marcar un gol a la Copa del Rei.
No obstant això Gabilondo no va acabar assentant-se en la titularitat, encara que va seguir jugant habitualment, la seva aportació a l'equip va ser decreixent, a la 2004-05 va jugar 26 partits (16 com a titular) i en la 2005-06 només 16 partits (6 com a titular). En finalitzar la temporada 2005-06 finalitzava el contracte del jugador. Encara que el club tenia opció de pròrroga una temporada més el contracte no va decidir exercir aquesta opció. Per contra va tractar de renegociar un nou contracte amb el jugador, però a la baixa. Al no arribar a cap acord ambdues parts, Gabilondo va quedar en llibertat.
En total, Igor Gabilondo va jugar 6 temporades en la Real, disputant 141 partits i marcant 16 gols. D'ells 129 trobades i 13 gols van ser a la Primera divisió espanyola.

### Athletic Club
En l'estiu de 2006 va fitxar per l'Athletic Club, club al qual va arribar amb la carta de llibertat, per ocupar la vacant sorgida després que marxés Santi Ezquerro al FC Barcelona.
Va debutar amb l'Athletic el 27 d'agost de 2006 en un partit al qual s'enfrontava al seu anterior equip, la Reial Societat. Durant la seva etapa a Bilbao, que encara dura, està gaudint de la titularitat i està rendint a un nivell força alt com a interior esquerra.

### Selecció d'Espanya
Mai ha estat internacional amb selecció de futbol d'Espanya.

### Selecció d'Euskadi
Ha jugat 8 amistosos amb la selecció de futbol d'Euskadi marcant 1 gol.